# Decarboxilare

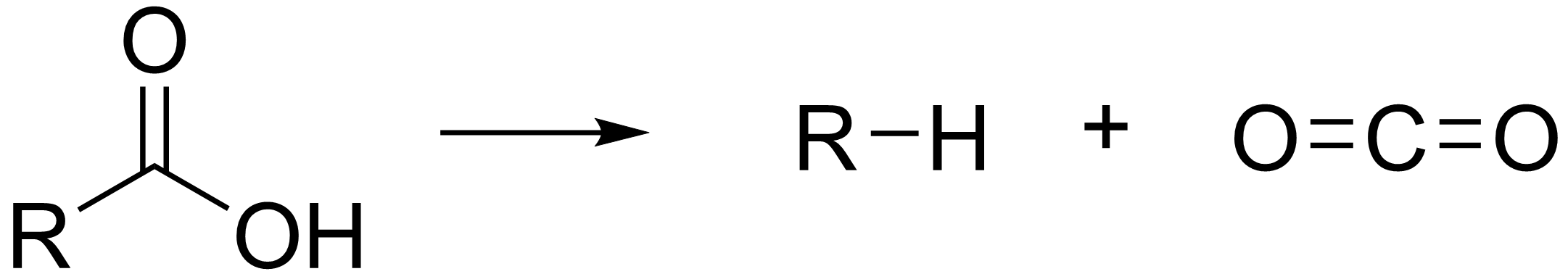
Forma generală a reacției de decarboxilare

Decarboxilarea este o reacție chimică organică prin care o grupă carboxil se transformă în dioxid de carbon, fiind astfel eliminată din catenă. De obicei, ea se referă la eliminarea unui atom de carbon din catena unui acid carboxilic sau a unui ester carboxilic. Procesul invers, care este prima etapă a fotosintezei, se numește carboxilare. Enzimele care catalizează decarboxilarea se numesc decarboxilaze.

## Exemple
De exemplu, decarboxilarea acidului orselinic se produce la o temperatură de 176 ºC:

## Procese biochimice

### Decarboxilarea aminoacizilor
Aminoacizii suferă reacții de decarboxilare cu obținerea de amine, un exemplu particular fiind transformarea histidinei și histamină. Prin decarboxilare, grupa carboxil din molecula aminoacidului se elimină sub formă de CO2, iar fiecare reacție este catalizată de o anumită enzimă. La bacterii, decarboxilarea este responsabilă pentru procesul de putrefacție, deoarece enzimele acestor organisme transformă lizina (C6H14N2O2) în cadaverină (C5H14N2), ornitina (C5H12N2O2) în putresceină (C4H12N2), etc.
{\displaystyle {\rm {{\begin{array}{rl}{\rm {R-}}&{\rm {CH-\color {Red}{\rm {COOH}}}}\\&|\\&{\rm {NH_{2}}}\end{array}}{\xrightarrow {decarboxilasa}}{\begin{array}{lr}{\rm {R-CH_{2}-NH_{2}+CO_{2}}}\\{\rm {amina}}\\\end{array}}}}}